# Тихвінська сльозоточива ікона Божої Матері

Тихвінська сльозоточива ікона Божої Матері на Афоні (Греція).

Тихвінська сльозоточива ікона Божої Матері знаходиться в Іллінському скиті на Афоні (Греція). Одигітрія (ікона, де зображена Богородиця з Ісусом-дитям). Є одним з шести відомих списків Тихвінської ікони Божої Матері.
Унікальною особливістю цієї ікони є те, що в зображенні правої руки Божої Матері поміщений ковчег з великою святинею Православ'я — часткою ризи (одягу) Пресвятої Богородиці.

## Сліди сліз
У 1877 році 17 лютого кілька осіб зі скитської братії побачили на іконі Божої Матері, що знаходиться в кіоті за престолом у вівтарі, ясний слід сліз, пролитих з правого ока Богородиці, а в лівому оці одну велику краплю сльози, яка при них же скотилася вниз. Ті що бачили це, витерли ікону начисто і оглянули її з усіх сторін. Вона виявилася абсолютно сухою, але до вечора того ж дня знову побачили сліди сліз з обох очей Пресвятої Діви. Цю подію пов'язують з початком розв'язаної незабаром російсько-турецької війни. Ікона віщувала смертельну загрозу сербам та болгарам.
Відтоді щорічно 17 лютого повторюється диво сльозоточіння ікони. З того часу братія скиту встановила щорічно святкування 17 лютого на честь Богоматері, до якої вдаються у всіх важких і скорботних обставинах життя. Від ікони було даровано зцілення багатьом хворим і стражденним.

## Ікона й Україна

### Оригінал
В жовтні-листопаді 2010 образ знаходився в Миколо-Йорданській церкві (Свято-Йорданський монастир) в Києві.

### Копія
В 1905 році копія образу зі святої Гори Афон (Греція) була перенесена до Львова. Ікону написали і освятили свято-горські ченці й подарували православній громаді Свято-Георгіївського собору у Львові. Це точна копія чудотворного образу Богоматері, який 17 лютого 1877 року прославився в Іллінському скиті на Афоні чудесним сльозоточенням.
Чимало вірян відчуває чудодійну силу цієї ікони і говорить про зцілення від різноманітних недуг. .